# فستوكة مقوسة الأوراق
الفستوكة مقوسة الأوراق (باللاتينية: Festuca incurvatifolia) نوع نباتي يتبع جنس الفستوكة من الفصيلة النجيلية.

## الموئل والانتشار
موطنها المغرب العربي وإسبانيا.

## الوصف النباتي
النبات عشبي معمر.